# 華麗なるアリバイ
『華麗なるアリバイ』（かれいなるアリバイ、Le Grand Alibi）は、2008年のフランスのミステリ映画。アガサ・クリスティのミステリ小説『ホロー荘の殺人』を原作とする、フランスのスタッフ・キャストによる映画である。物語は犯人が用いるトリック等概ね原作どおりだが、舞台がフランス国内に変更されている。なお、エルキュール・ポアロ及び探偵は登場しない。制作期間は2007年8月6日から同年10月1日まで。日本でDVD化された際のタイトルは『アガサ・クリスティー 華麗なるアリバイ』。

## ストーリー
フランスの小村ヴェトゥイユにある上院議員の大邸宅で開かれたパーティで、ゲストに招かれた精神分析医ピエールが何者かに射殺される。事件現場のプールで拳銃を握っていた妻クレールが容疑者として連行されるが、死体から発見された弾丸を発射した拳銃とは異なっていたため釈放される。事件を担当することとなったグランジュ警部は、被害者の浮気症が原因で来客8人全員に殺害動機がある点に着目するが捜査は難航する。

## キャスト
- エリアーヌ・パジェス - ミュウ＝ミュウ： 上院議員の妻。
- ピエール・コリエ - ランベール・ウィルソン： 精神科医。
- エステル・バシュマン - ヴァレリア・ブルーニ・テデスキ： アンリの胸像を作った芸術家。ピエールの愛人。
- アンリ・パジェス - ピエール・アルディティ： 上院議員。エリアーヌの夫。銃器の愛好家。
- クレール・コリエ - アンヌ・コンシニ： ピエールの妻。
- フィリップ・レジェ - マチュー・ドゥミ： 作家。エリアーヌのいとこの息子。エステルを愛している。
- レア・マントヴァニ - カテリーナ・ムリーノ： イタリアの女優。ピエールのかつての恋人。
- グランジュ警部 - モーリス・ベニシュー： 事件担当刑事。
- マルト - セリーヌ・サレット： 靴屋の販売員。パジェス夫妻の遠縁。フィリップを愛している。
- クロエ - アガト・ボニゼール： アンリの姪。パジェス夫妻と同居している。
- ジュヌヴィエーヴ・エルバン - エマニュエル・リヴァ： ピエールの患者。
- ミシェル - ダニー・ブリヤン： レアの運転手兼雑用係。